# Actinote tenuilimbata
Actinote tenuilimbata är en fjärilsart som beskrevs av D'almeida 1931. Actinote tenuilimbata ingår i släktet Actinote och familjen praktfjärilar. Inga underarter finns listade i Catalogue of Life.